# Plac Poznański w Bydgoszczy
Plac Poznański w Bydgoszczy – plac położony w Bydgoszczy w Śródmieściu, stanowiący jedno z najważniejszych skrzyżowań w Bydgoszczy.

## Charakterystyka
Plac Poznański, posiadający dawniej formę rynku, jest obecnie skrzyżowaniem z ruchem okrężnym, na którym ruch sterowany jest za pomocą sygnalizacji świetlnej. Od północy dobiega do niego dwupasmowa ulica Kruszwicka, od południowego zachodu - również dwupasmowa ulica Szubińska, od południa - ulica Stroma, wylot na wschód stanowi ulica Grudziądzka, a wlot z tego kierunku - ulica Poznańska. Ulica Lubelska (wytyczona w 1797) łącznie z ul. Seminaryjną są obecnie w znacznej mierze odcięte od placu (wjazd w te ulice możliwy jest tylko od ul. Kruszwickiej), natomiast ul. Kordeckiego i ul. Chwytowo (nazwa dawnej osady, zamieszkałej przez  rzemieślników i murarzy), dobiegające do placu od strony północno-wschodniej, kończą się na nim parkingami nieposiadającymi połączenia z resztą sieci drogowej skrzyżowania. Pod ul. Kruszwicką znajduje się przejście podziemne, umożliwiające komunikację pieszą w kierunku ul. Dolina, która również została odcięta od reszty skrzyżowania. Wspomniany tunel wyposażony jest w zamurowane wyjścia na powierzchnię ul. Kruszwickiej, w miejsce zarezerwowane dla planowanej tutaj linii tramwajowej łączącej rondo Grunwaldzkie z osiedlem Błonie. Obecnie przez plac przebiega droga krajowa nr 25, do końca 2015 przebiegała tędy również droga krajowa nr 80.
Znajduje się tu jedna z nielicznych stacji monitoringu powietrza w mieście.

## Historia
Plac wytyczono w I połowie XIX wieku. Pierwotnie posiadał formę trójkąta, zaczynającego się wylotem ulicy Poznańskiej i stopniowo rozszerzającego się do wylotów ulic Lubelskiej i Szubińskiej. Na placu, zwanym początkowo (do 1868) placem Studziennym (Brunnenplatz), czy nawet Rynkiem Świńskim, do czasu powstania rzeźni miejskiej odbywały się targi trzody chlewnej. U wylotu przebudowanej i zmodernizowanej w l. 1975-1976 ul. Grudziądzkiej do połowy XIX w. znajdowała się rogatka miejska. W okresie rządów niemieckich w Bydgoszczy (1868-1920 i 1939-1945) plac nosił oficjalną nazwę Posener Platz. Obecną formę skrzyżowania z ruchem okrężnym plac uzyskał w roku 1987, kiedy to południowa pierzeja została wyburzona, a dotychczasowy układ przestrzenny, w związku z podniesieniem jego niwelety i odcięciem od niego ulic Kordeckiego i Dolina, uległ znacznej dekompozycji.
W marcu 2020 przystąpiono do budowy dróg rowerowych, łączących plac z rondem Grunwaldzkim (wzdłuż ul. Kruszwickiej), z terminem realizacji 2 sierpnia 2020. Koszt inwestycji wyniósł blisko 9 mln zł. W ramach inwestycji skasowano przystanek autobusowy zlokalizowany na wlocie ulicy Kruszwickiej, a wybudowano nowy na początku ulicy Szubińskiej, który uruchomiono 20 sierpnia 2020.

## Ważniejsze obiekty
- Sąd Rejonowy (ul. Grudziądzka 45) - budynek otwarty 29 lipca 1928 r. w obecności prezydenta RP Ignacego Mościckiego jako Dom Starców dla 80 pensjonariuszy[7].
- Wojskowa Komenda Uzupełnień - budynek z końca XIX wieku (w attyce data 1884), od 1957 siedziba WKU[8]
- Pomnik Najświętszego Serca Jezusa (ul. Seminaryjna) z 1932, zniszczony w 1939, zrekonstruowany w 2010